# Reclaiming
Reclaiming neboli Rekultivace je moderní čarodějnická tradice, jejímž cílem je spojit Hnutí Bohyně s feminismem a politickým aktivismem (v mírových a protijaderných hnutích.) Byla založena v roce 1979 v kontextu Reclaiming Collective (1978–1997) dvěma novopohanskými ženami židovského původu, Starhawk a Diane Baker, za účelem zkoumání a vývoje feministických novopohanských emancipačních rituálů.
Dnes se organizace zaměřuje na progresivní sociální, politický, environmentální a ekonomický aktivismus. Je při tom vedena sdíleným dokumentem Principy jednoty, který uvádí základní hodnoty tradice: osobní autoritu, inkluzivitu, sociální a environmentální spravedlnost a uznání intersekcionality.

## Historie
Tradice Reclaiming byla založena roku 1979 v metropolitní oblasti San Francisco Bay Area splynutím vlivů čarodějnické tradice Feri Victora a Cory Andersonových s Dianickou wiccou, jak ji vyučovala její zakladatelka Zsuzsanna E. Budapest, feministickým anarchismem a mírovým a environmentálním hnutím.
V létě 1980 začaly obě zakladatelky (jež dosud pracovaly pouze s jednotlivými členy a hosty svých covenů) vyučovat čarodějnictví v základním kurzu. Svůj první šestitýdenní kurz nazvaly Prvky magie. Další kurz, který vznikl díky nečekanému úspěchu Prvků magie, nazvaly Rituály přechodu. Poté se s dalšími kurzy doslova roztrhl pytel. Vznikaly též nové coveny. Následně se mnoho lidí z komunity Reclaiming aktivně zapojilo do protijaderné občanské neposlušnosti.